# أدريان خواريز خيمينيز
أدريان خواريز خيمينيز (بالإسبانية: Adrián Juárez Jiménez)‏ هو سياسي مكسيكي، ولد في 6 فبراير 1978 في ولاية مكسيكو في المكسيك. نشط حزبياً في حزب العمل الوطني. وقد انتخب عضو مجلس النواب المكسيك.